# 子羊の群れキリスト教会
子羊の群れキリスト教会（こひつじのむれキリストきょうかい）は、ピーター島田と藤猪美津子を指導者として1989年に設立された、賛美を強調するプロテスタント教会である。ピーター島田の改革派神学を中心に据えているが、従来の宗教的な組織のあり方に疑問を呈し、神父や牧師などの教役者を廃止した特色が強い。本部教会（「風の教会」）は兵庫県芦屋市にある。

## 沿革
- 1969年：ピーター島田がフィラデルフィアにて独立伝道を始める。
- 1971年：ピーター島田がフィラデルフィア日本人キリスト教会の牧師となる。
- 1979年：所属先が米国長老教会となる。
- 1989年：「子羊の群れの啓示」がピーター島田、藤猪美津子に与えられる。また、「子羊の群れの祈り会」が西宮で始まる。
- 1991年：ピーター島田がフィラデルフィア日本人キリスト教会の牧師を辞任、ニュージャージーで「子羊の群れのミニストリー」を始める。
- 1992年：第1回リトリートを関東、関西、九州にて実施（集会数は7）。
- 1993年：芦屋会堂が落成（集会数は16）。
- 2000年：藤猪美津子を通じて黙示録さんび（後に「ハトさんび」または「天のさんび」と呼ぶようになる）が与えられ始める。また、初めてのさんびコンサートを西宮で実施（集会数は292）。
- 2001年：アメリカ同時多発テロを受けて、平和の祈りとさんびを始める。
- 2003年：外国における初めての「さんびコンサート」をニューヨークにて実施。また、文化庁より宗教法人の認可を取得。
- 2005年：ハワイで初めての世界リトリートを開催。
- 2008年：本部教会にて礼拝の同時配信を開始（集会数は501）。
- 2010年：スペインさんびツアー、ジローナ大聖堂とサグラダ・ファミリア地下聖堂、サンタ・マリア・デル・マル教会でさんびコンサートを実施。
- 2011年：本部教会が完成して以来初のリトリートを神戸ポートピアホールにて実施。
- 2013年：第2回スペインさんびツアー、サグラダ・ファミリア大聖堂で「立体さんびの時」を実施。
- 2016年：ニューヨーク・リトリート、およびさんびツアーを実施。「いのちの家」が落成。
- 2019年：ハワイ島ヒロにてリトリートを実施。

## 教義
基本的にはピーター島田の改革派神学としてプロテスタントの教義を信仰し、聖書に準じないとした規定や習慣を排除している（ただし、クリスマス、イースター、ペンテコステは記念日として祝う）。神とキリストを信じ、信仰を導く神の霊が存在することを信じる。「最初の信仰の実」として罪を清めるバプテスマ（洗礼）があり、キリストの体として教会をもつ。また、キリストの十字架の愛が信仰の原点であると信じる。信者は神と一対一の関係をもって賛美するため、教会スタッフや各支部の代表者はその関係を促す「助け手」として選ばれる。組織はピーター島田と藤猪美津子を中心として、「総務」「働き人」「集会リーダー」とされた人々からなる。

## 洗礼
他の多くのキリスト教会と異なり、子羊の群れキリスト教会は信仰問答などをもたない。イエス・キリストを自らの救い主と信じた者のうち、希望者には洗礼を施すというスタンスを取る。動物への洗礼は認められていない。

## 献金
「神の祝福の約束」として献金が推奨されており、強制はされない。

## 活動
礼拝においては主への賛美を重視する。集会は毎週日曜日の午前および毎週金曜日の夕方に実施される。賛美は、礼拝にとどまらず多様な形態を認めている。また、コンサート活動が賛美伝道のひとつとして頻繁に実施される。毎月の第1日曜日には聖餐式が行われ、聖餐が配られる。毎月1回、聖霊の賜物を大切にする一環として「いやし礼拝」がある。伝道活動はピーター島田と藤猪美津子、およびその他の「働き人」たちによって行われる。